# Night of the Grizzlies
Night of the Grizzlies (en español: La noche de los grizzlies; 1969) es un libro de Jack Olsen que detalla los acontecimientos ocurridos en la noche del 13 de agosto de 1967, cuando dos mujeres jóvenes fueron por separado atacadas y muertas en el Parque nacional de los Glaciares, Montana, por osos grizzly. Ambas mujeres, Julie Helgeson, de 19 años, de Albert Lea, Minnesota, y Michele Koons, también de 19 años, de San Diego, California, fallecieron debido a las heridas sufridas.

## Los ataques
La noche del 12 al 13 de agosto estuvo marcada por relámpagos, lo que llevó a algunos a especular que los osos estaban agitados por el tiempo tormentoso: : 48  Otros expertos consideraron que los osos pudieron confundir los sacos de dormir con contenedores de comida.
El primer ataque se informó alrededor de medianoche en el Granite Park Chalet. Helgeson acampaba con su novio Roy Ducat aproximadamente a 1⁄4 milla (0,40 m) del Chalet; ambos Helgeson y Ducat eran empleados del Glacier Park Lodge. Su campamento estaba cerca del sendero establecido por los osos que se alimentaban en la basura del Chalet. Ducat fue despertado por Helgeson, que susurró que había un oso cerca y que debían quedarse lo más quietos posible; a pesar de ello, el oso se les acercó y los atacó a ambos. Cuando el oso dio la espalda a Ducat para dirigirse a Helgeson, el joven corrió hacia un grupo cercano de campistas en busca de ayuda; el oso arrastró a Helgeson al bosque mientras ella gritaba. Aunque finalmente la encontraron viva a 400 pies (120 m) de su campamento original, más tarde falleció debido a sus graves heridas en el Chalet.
El segundo ataque fue informado alrededor de las 4:00 horas en Trout Lake; Koons acampaba allí con cuatro amigos, y los cinco trabajaban en el Lake McDonald Lodge. Aquella área era conocida por ser el territorio de una osa que se alimentaba de basura en Kelly's Camp, una propiedad privada que ya existía antes del establecimiento del parque, cerca del extremo norte del Lago McDonald; la osa era descrita como "no del todo correcta" y la semana anterior había perseguido a un grupo de Girls Scouts. Un campista se despertó con el oso olisqueando su saco de dormir, pero se quedó quieto y el oso continuó camino; cuando el oso investigaba a Koons, la joven despertó y chilló; los otros cuatro campistas pudieron escapar trepando a los árboles, pero la cremallera del saco de Koons se enganchó y el oso la arrastró aproximadamente 300 pies (91 m) fuera del campamento. Los asustados campistas permanecieron en los árboles más de dos horas y al amanecer corrieron hasta el puesto del guardabosques más cercano, donde informaron del ataque.
Por orden de la administración del parque, los guardabosques estaban armados y se les dijo que dispararan a cualquier oso que encontraran en Trout Lake y Granite Park Chalet. En total, cuatro osos fueron disparados y muertos el lunes, 14 de agosto; los dos primeros, que se habían habituado a hurgar en la basura de Granite Park Chalet, fueron muertos el 13 de agosto. Dos guardabosques dispararon a un oso en un puesto de guardaparques cerca de Trout Lake el 14 de agosto; un examen post mortem del contenido del estómago lo identificó de manera concluyente como el oso que había matado a Koons. El oso estaba demacrado y se descubrió que tenía trozos de vidrio incrustados en las encías inflamadas. El último oso fue muerto en el Chalet; era una osa con dos oseznos, y fue culpada de la muerte de Helgeson debido a la presencia de sangre en sus garras. Durante el tiroteo, uno de los oseznos resultó herido pero huyó.

### Causas y legado
Varios guardaparques habían presentado previamente un informe después de observar el 9 de agosto que los osos se alimentaban en la basura generada por el Granite Park Chalet y los campistas; esto era posiblemente un intento deliberado de atraer turistas, ya que la atracción principal en el Chalet eran los grizzlies. A pesar de que un incinerador a gas había sido instalado en 1966, no tenía un tamaño adecuado, y el conserje continuó vertiendo basura en el barranco detrás del Chalet poco después de abrir para la temporada de verano.: : 42–43  Se le ordenó al conserje no alimentar a los osos, pero sintió que aquellas instrucciones solo se le daban pro forma y después de consultar con el contratador, mantuvo la práctica.: 44 
Los veraneantes en el Kelly's Camp habían informado haber visto un oso grizzly "demacrado y escuálido", que era inusualmente agresivo, buscando comida entre su basura en junio de 1967; el oso se había movido hacia Trout Lake en agosto.: : 40–41  El campamento en Trout Lake "parecía un campo de batalla lleno de raciones K", según Olsen; los guardabosques sacaron casi veinte bolsas grandes de basura fuera del sitio con un helicóptero unas semanas más tarde.
Una teoría popular aseguraba que los osos se sentían atraídos por los olores asociados con la menstruación, y se distribuyeron folletos para advertir a las mujeres menstruantes que no entraran al territorio de los osos. Ninguna evidencia anecdótica fue proporcionada para sustentar tal teoría, y un estudio en 1991 demostró que "los osos no muestran ningún interés apreciable en los olores menstruales independientemente de la edad, sexo, estado reproductivo, o época del año del oso."
El libro de Olsen examina la explicación más verosímil de los improbables ataques duales ya que ningún ataque de grizzly se había constatado en los 57 años de historia del parque con anterioridad a aquella noche. Un especialista en aquel momento calculó que las probabilidades eran superiores a 1 entre un millón para un ataque pero la probabilidad de dos ataques separados por solo 4 horas era inconmensurable; estas probabilidades se calcularon con base en el historial de 57 años sin ningún ataque fatal.: : 50  Sin embargo, los eventos futuros mostrarían que los ataques de grizzlies se volverían más comunes, como Olsen explica, debido al aumento de la presencia humana en las áreas salvajes y la disminución del hábitat donde los osos podían vivir, alcanzando un punto de inflexión crítico en el verano de 1967.: 55–58 
Como resultado de los ataques, se implementaron las primeras políticas modernas de manejo de los osos, instalando cubos de basura a prueba de osos, separando las áreas de cocina de las áreas de dormir en los cámpines, tendiendo cables de alambre para permitir a los campistas colgar su comida, y estableciendo un proceso de permisos para seguir y limitar el número de campistas en los parques nacionales.
El nombre del libro se convirtió en el nombre popular para referirse a los ataques del 13 de agosto. Un documental sobre los hechos se estrenó en la cadena PBS en mayo de 2010.

## Historia editorial
El texto fue originalmente publicado en mayo de 1969 como artículo en tres partes para Sports Illustrated como "The Grizzly Bear Murder Case". Un prólogo de 37 páginas fue añadido para el libro.
- Olsen, Jack (1969). Night of the Grizzlies (1st, hardback edición). G. P. Putnam's Sons. ISBN 0399105824.
- Olsen, Jack (1971). Night of the Grizzlies (mass market paperback edición). Signet. ISBN 978-0-451-12304-6.
- Olsen, Jack (1996). Night of the Grizzlies (reprint, paperback edición). Homestead. ISBN 978-0943972480.

## Recepción
Kirkus Reviews describió el libro como "la clase de historia de horror que no puedes dejar."
Se dice que el ritmo narrativo y las descripciones gráficas influyeron en la ficción de género posterior, incluyendo First Bloodd (David Morrell, 1972), The Rats (James Herbert, 1974), y Off Season (Jack Ketchum, 1980).